# Nykirke (Stenbjergkirke)
Nykirke (dansk) eller Neukirchen (tysk) er en landsby beliggende ved Flensborg Fjord i det nordlige Angel (Sydslesvig) i det nuværende Nordtyskland. Den omfatter selve Nykirke og bebyggelsen Nyby 800 m sydøst herfor. Nærliggende landsbyer er Rojkær, Kalleby og Dollerupskov. Ud mod Østersøen findes en op til 15 meter høj klint (Nykirke Kløft).
Stedet blev 1618 erhvervet af med-hertug Hans den Yngre sammen med Nybøl gods med det formål at bygge en ny handelsplads ved Flensborg Fjords udmunding. Planerne blev dog senere droppet efter modstand fra Flensborg by og kongen. Til overs blev den lille landsby Nyby. Hertug Hans havde i årene før allerede bygget Lyksborg Slot (på ruinerne af Ryd Kloster) og gården Frederiksdal (ved landsbyen Kastrup).
I årene 1621 / 1622 blev cirka 800 meter nordøst for Nyby landsbyens nye kirke opført. Efterhånden fik hele landsbyen navnet Nykirke. Stednavnet er første gang dokumenteret 1648. Ifølge sagnet blev kirken bygget som sonoffer, fordi hertugen skal have ladet bønderne fra omegnen henrette for tyveri, uskyldig. Kirken er opført i mursten. Tårnet har lavt spir. Våbenhuset kom til i 1793. Med kirkens opførelse blev Nykirke sogneby i Nykirke Sogn under Munkbrarup Herred (Flensborg Amt, Sønderjylland). Fra 1818 til 1840 og igen fra 1992 er sognet forbundet med det omgivne Kværn Sogn (Ny Herred). Kirkesproget var indtil 1864 blandet dansk-tysk. Sognet havde en enkel sandemand. I dag hører landsbyen under Stenbjergkirke kommune i Slesvig-Flensborg kreds. Nykirke havde 2013 120 indbyggere. Vest for Nykirke-Nyby munder Stenbækken ud i Østersøen.
Den danske pædagog Johann Frederik Oest (10. dec. 1755 - 14. jan. Bernstoffsminde, Fyn) er født i Nykirke.